# Upplands runinskrifter 448
Upplands runinskrifter 448 är en runsten i Harg och Odensala socken, Ärlinghundra härad i Uppland. Den står vid Hargs gård på västra sidan om landsvägen mellan Märsta och Husby by, cirka 1 kilometer norr om Odensala kyrka och på södra sidan om korsningen med avtagsvägen mot Harg. Den är flyttad till västra sidan av vägen och står nu på gränsen till ett gravfält.

## Stenen
Stenen är 1,8 hög och 1,2 meter bred och står på norra sidan om ett gravfält. Ornamentiken har utöver runslingan i form av en runorm, en bildscen med en ryttare till häst som möjligen kan föreställa Oden. Motivet påminner om jaktscenen som även finns på U 855.
Inskriften som börjar vid rundjurets huvud följer nedan:

## Inskriften
Runor:_ᚴᚢᛚ᛫ᛅᚢᚴ᛫ᛒᛁᚢᚱᚾ᛫ᛚᛁᛏᚢ᛫ᚱᛅᛁᛋᛅ᛫ᛋᛏᛅᛁᚾ᛫ᛂᚠᛏᛁᛦ᛫ᚦᚢᚱᛋᛏᛅᛁᚾ᛫ᚠᛅᚦᚢᚱ____
Translitterering av runraden:
(i)kul × auk × biurn × litu × raisa × stain × eftiʀ × þurstain × faþur ...
Normalisering till runsvenska:
Igull ok Biorn letu ræisa stæin æftiʀ Þorstæin, faður [sinn].
Översättning till nusvenska:
Igul och Björn läto resa stenen efter Torsten, sin fader.

## Se även

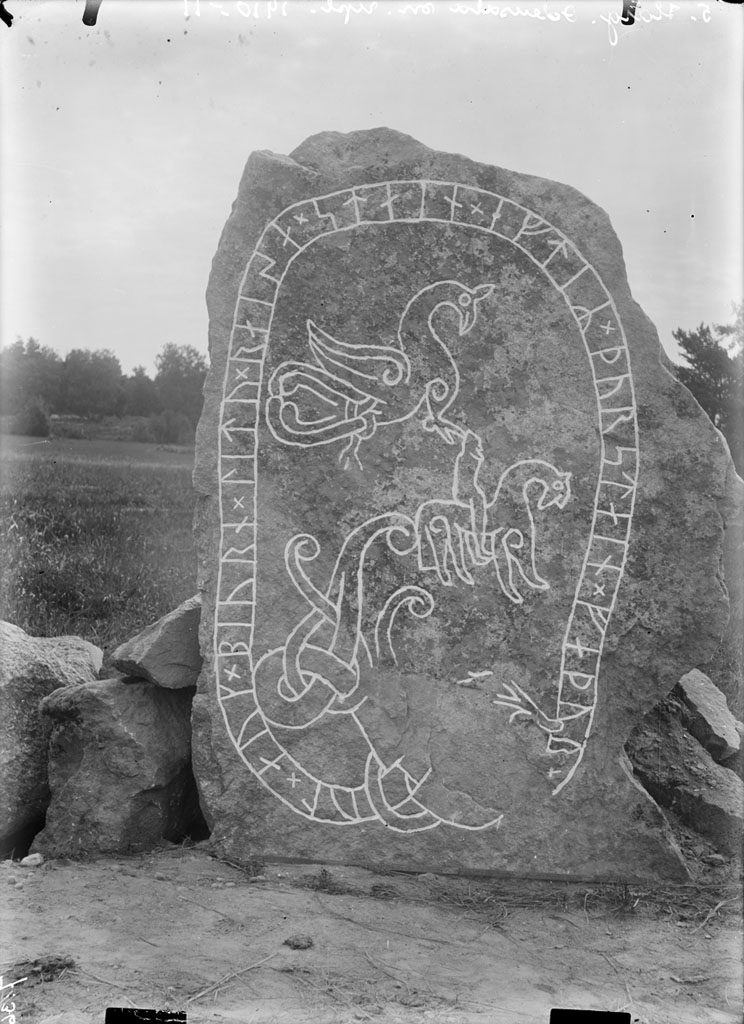
Runstenen i Harg 1911, foto Erik Brate

### Fotnoter
1. 1 2  Riksantikvarieämbetet - Fornsök 135:1
2. 1 2 3  Samnordisk runtextdatabas, U 448, 2014
3. ↑  Fornminnesregistret: 135:1
4. 1 2  Elias Wessén, Sven B.F. Jansson, red (1943-1946). Sveriges runinskrifter. Bd 7, Upplands runinskrifter, del 2. Stockholm: KVHAA. http://www.raa.se/runinskrifter/sri_uppland_b07_h02_text_2.pdf
5. ↑  Unicode stöd för runor behövs i din webbläsare